# 滕国故城
滕国故城，位于山东省枣庄市滕州市姜屯镇东滕城村，是中华人民共和国山东省文物保护单位之一。是东周时期滕国所在地。
1977年12月23日，授予山东省文物保护单位，是一座古遗址。